# Гончарук, Александр Анатольевич
Александр Анатольевич Гончарук (род. 22 августа 1963, Темиртау) — актёр Омского театра драмы, режиссёр, театральный педагог. Народный артист России (2024).

## Биография
Родился 22 августа 1963 года в Темиртау.
В конце 1970-х годов поступил в Свердловское театральное училище, которое окончил в 1983 году.
В приёмной комиссии театрального училища будущему актёру сказали, что «его ноги украдены у сельского хозяйства, а руки — у металлургии».
Гончарук учился на курсе Владимира Рубанова, талантливого педагога и режиссёра, который воспитывал «синтетических» (универсальных) актёров, способных играть и в драматических постановках, и в мюзиклах.
С 1987 года работал в Омском ТЮЗе, где сыграл более 50 ролей. В 1998 году был удостоен звания Заслуженного артиста РФ.
В 2005 году перешёл в Омский академический театр драмы.
В 2006 году совместно с главным врачом санатория-профилактория «Рассвет» Нателой Полежаевой основал Театр-студию А. Гончарука, который просуществовал с 2006 по 2013 год.
Осенью 2009 года А. Гончарук временно вернулся в ТЮЗ, чтобы играть в спектакле «Чума на оба ваши дома» (Г. Горина) роль Антонио. После его ухода из театра спектакль был на грани снятия с репертуара, поскольку заменить актёра было некем. Также актёра заняли в спектакле «Пиковый валет» (по роману Б. Акунина) в роли Момуса (до этого он играл роль Фандорина).
В 2013 году Александр Гончарук создал студию «Гончаруктеатр», возглавив её в качестве главного режиссёра.

## Театральное творчество

### Актёр
Омский театр для детей и молодёжи (1987—2004)
- Конёк-Горбунок — «Конёк-Горбунок» (П. Ершов)
- Жора Карпенко — «В Багдаде всё спокойно» (А. Сидоров)
- Фауст — «Доктор Фауст и его договор с Чёртом» (В. Пугач)
- Петя Трофимов — «Вишневый сад» (А. Чехов)
- Винченцо — «Вор» (Э. де Филиппо)
- Дональд — «Эти свободные бабочки» (Л. Герши)
- Ангел — «Синяя Борода» (М. Бартенев)
- Гениальный Сыщик — «Бременские музыканты» (Ю. Энтин, В. Ливанов)
- Мышиный Король — «Принцесса Пирлипат» (Э. Т. А. Гофман)
- Монах — «Сокровище заколдованного замка» (М. Бартенев)
- Рассказчик — «Принц и нищий» (И. Макаров)
- Филин Гуамоко — «Урфин» (С. Долгушин)
- Гном Пятница — «Белоснежка и семь гномов» (Л. Устинов, О. Табаков)

Омский академический театр драмы
- Амос Панфилыч Барабошев, купец, вдовый — «Правда — хорошо, а счастье лучше» (Александр Островский)
- «Жизнь» (по мотивам повести Л. Н. Толстого «Смерть Ивана Ильича»)
- Осип — «INCOGNITO» (по мотивам пьесы Н. В. Гоголя «Ревизор»)
- Дымшиц Исаак Маркович — «Мария» (Исаак Бабель)
- НАРОД — «Кориолан. Начало» (Уильям Шекспир)
- Сосед, Заведующий кооперативом — «Без ангела» (по одноактным пьесам Михаила Зощенко и Александра Вампилова)
- Мотхе Цхори — «На чемоданах» (Ханох Левин)
- Корзухин Парамон Ильч, муж Серафимы — «Бег» (М.Булгаков)
- Сергей Калинин — «Леди Макбет Мценского уезда» (Н. Лесков)
- Микич Котрянц, богатый купец — «Ханума» (Авксентий Цагарели)
- Бузыкин, Вилкин — «Чёртова дюжина» (А. Аверченко)
- Стив Хейдебрехт, жених Карен — «Август. Графство Осэйдж» (Трейси Леттс)
- Сол Бозо — «Дорогая Памела» Джон Патрик
- Пелегрин — «Санта Крус» (М. Фриш)
- Владислав Павлович — «Зеленая зона» (Михаил Зуев)
- Гришуня — «До последнего мужчины» (Е. Ерпылёва)
- Пэк, или Добрый малый Робин — «Ночь любовных помешательств» (по пьесе У. Шекспира «Сон в летнюю ночь»)
- Гаврила Гаврилович — «Метель» (А. Пушкин)
- Советник — «Лисистрата» (Аристофан)
- Сергей Черновицкий — «Экспонаты» (В. Дурненков)
- Банщик — «Воздушные мытарства» (по мотивам пьесы О. Богаева «Марьино поле»)
- Гаврюшка — «Игроки» (Н. Гоголь)
- Петя Трофимов — «Вишневый сад» (А. Чехов)
- Замыслов — «Дачники» (М. Горький)
- Маркиз де Лессак — «Кабала святош» (М. Булгаков)
- Акакий Акакиевич Башмачкин — «На Невском проспекте» (по произведениям Н. Гоголя)

Антрепризы в Доме актера
- "«С наступающим, или я к вам по объявлению!»
- «Ох, уж эта Анна!»
- «Любовь под гипнозом» (АРХИВ)
- «Прыжок с балкона»
- «Смешные деньги» (АРХИВ)
- «Бежать к своей жене» (АРХИВ)
- «Тенор поневоле» (АРХИВ)

Антрепризы на сцене ДИ Сибиряк
- «Здравствуйте, я ваша теща!»
- «Ревнивый» (режиссёр-постановщик и исполнитель роли Ревнивого)

Кинематограф
- Несломленный (2021)

### Режиссёр-постановщик
Зимой 2005 года А. Гончарук поставил новогодний спектакль для детей «Тили-тим, мы летим!», который вошёл в основной репертуар театра.
2006 г. — Любовь Дона Перлимплина (Ф. Г. Лорка)
2006 г. — «Волшебный бал Золушки»
2007 г. — «Шантеклер» (Э.Ростан)
2007 г. — «С тобой все кончено навсегда!» (М. Равенхилл)
2007 г. — "Станция «Молодильные яблоки»
2012 г. — «Самый жаркий Новый Год»
В соавторстве с Анной Бабановой поставил спектакли: «Я ухожу красиво» (2008), «Adam&Eva или Стриптиз — такая наша жизнь»(2008), «Под знаком Полунина»(2008), «Американская мечта»(2009), «Кто царевну поцелует?»(2009), «Морозко»(2009), «Бешеные парни»(2010), «Звезда на небе голубом не знает обо мне»(2010), «Бременские музыканты»(2010), «Женитьба Фигаро»(2011), «Туфелька для Золушки»(2011)
В апреле 2013 г. на сцене Дома актера состоялся творческий вечер А. Гончарука «TO BE OR NOT TO BE», который был сыгран более 15 раз. Режиссёр-постановщик — Анна БАБАНОВА.
В новой[какой?] студии А. А. Гончарук является режиссёром-постановщиком спектаклей
2014 г. «Эх, яблочко, да молодильное!» (новая версия спектакля "Станция «Молодильные яблоки»)
2014 г. «Перо волшебника и семь коз»
2014 г. «Жизнь прекрасна» (новая версия спектакля «Звезда на небе голубом не знает обо мне»). Лауреат конкурса «Волшебство театра» (г. Сочи, 2015г)
2015 г. «Школа.com@» (новая версия спектакля «Я ухожу красиво»)
2015 г. «Мальчик с пальчик». Лауреат конкурса «Дни Европейской культуры» (г. Падерборн, Германия, 2016 г.)
2016 г. «Сонеты Шекспира»
2016 г. «Как Василий-Царевич страх на Руси победил» (спектакль приглашен на фестиваль «Русская классика в Латвии», г. Рига, 2017 г.)

## Признание и награды
- 1997 — Заслуженный артист Российской Федерации.
- 1999 — «Лучшая роль второго плана» (V Омский областной фестиваль-конкурс «Лучшая театральная работа»)[6].
- 2007 — Специальная премия XIII Омского областного фестиваля-конкурса «Лучшая театральная работа 2006 года» «За пронзительность гуманистической интонации образа»[7].
- 2016 — Лучшая мужская роль второго плана за роль Народа в спектакле «Кориолан. Начало» по трагедии Уильяма Шекспира на IV Межрегиональном театральном фестивале-конкурсе «НОВО-СИБИРСКИЙ ТРАНЗИТ» (г. Новосибирск)
- 2017 — номинация на лучшую мужскую роль второго плана на фестивале «Золотая Маска» (Дымшиц, «Мария». Реж. — Георгий Цхвирава. Омский академический театр драмы)[8]
- 2018 — Заслуженный деятель культуры Омской области[9].
- 2024 — Народный артист Российской Федерации.

## Личная жизнь
По признанию актёра в одном из интервью, у него пятеро детей.
В 2013 году внебрачный сын актёра Болеслав Гончарук стал полуфиналистом программы «Минута славы» (эфир 07.12.2013).